# Mühlensprache
Mit Mühlensprache oder Flügelsprache bezeichnet man die Kommunikationsform, die es dem Betreiber (Müller) einer Windmühle ermöglicht, durch die Stellung der Mühlenflügel (im ruhenden Zustand) verschiedene weit sichtbare Signale zu übermitteln. In der Regel bezogen diese sich auf den Betriebszustand der Mühle, auf Familienereignisse und sogar auf Aussagen über die Obrigkeit. Die Bedeutung der Signale war regional durchaus unterschiedlich.

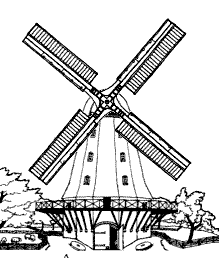
Feierabend
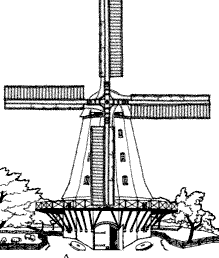
Pause
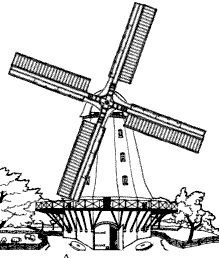
Freude
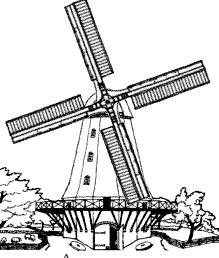
Trauer

## Freudenschere
Die Mühlen wurden auf Freudenschere gestellt, d. h. die Flügel wiesen auf 1:00 Uhr, 4:00 Uhr, 7:00 Uhr und 10:00 Uhr, wenn eine Hochzeit stattfand.

## Trauerschere

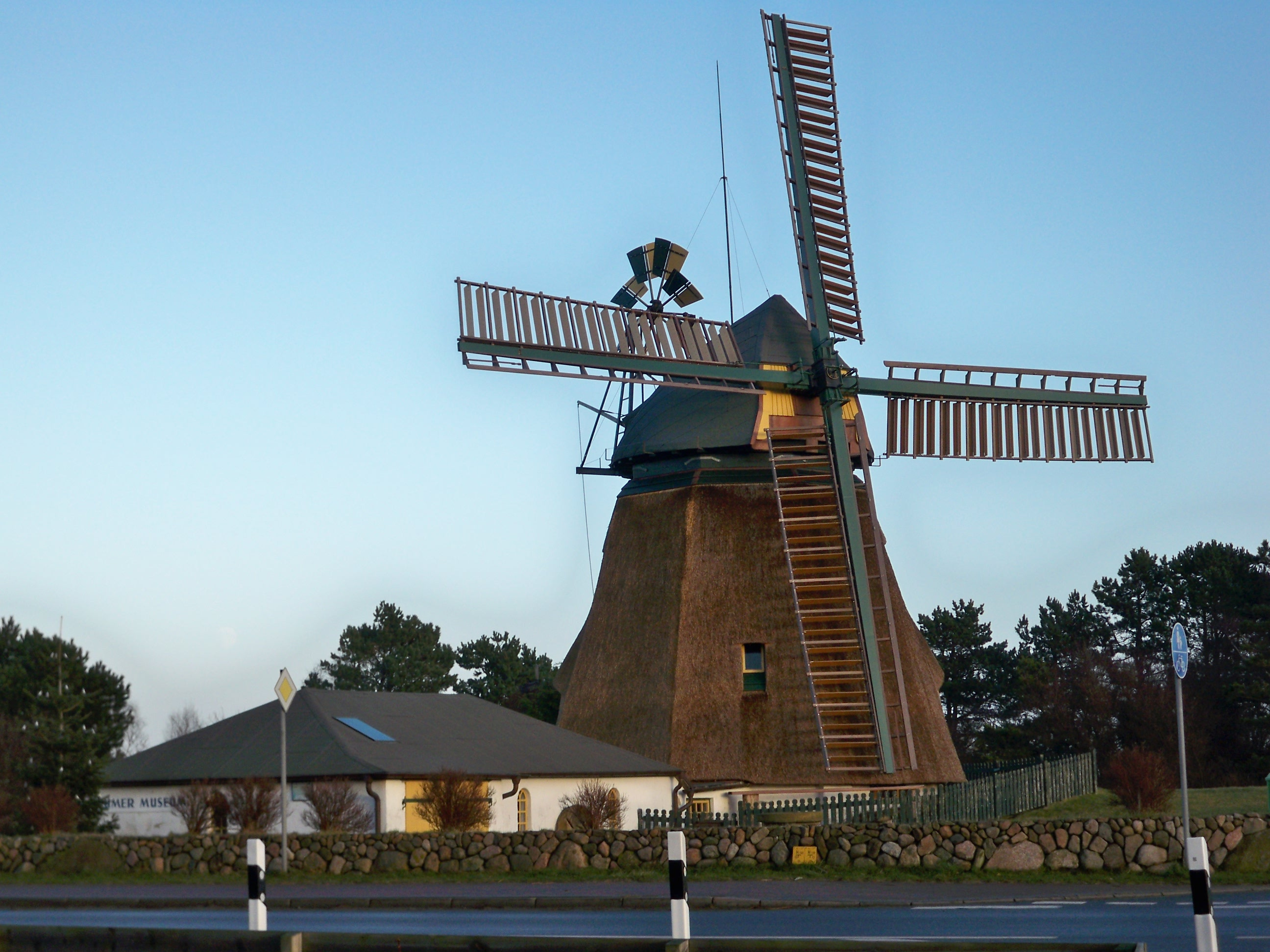
Amrumer Windmühle im „Kreuz“

Die Mühlen wurden auf Trauerschere gestellt, d. h. ihre Flügel wiesen auf 2:00 Uhr, 5:00 Uhr, 8:00 Uhr und 11:00 Uhr, wenn eine Beerdigung stattfand.
Eine Variante ist die Stellung der Amrumer Windmühle im „Kreuz“, mit der ein Tag mit Beerdigung in Nebel angezeigt wird.

## Einzelnachweis
1. ↑  Siehe zum Beispiel die Aufstellung bei Ingo Hashagen: Als sich noch die Flügel drehten. Die Geschichte der ehemaligen Windmühlen ...in der Wesermarsch. Fischerhude 1986, S. 32–33.